# Wasserfläche
Als Wasserfläche werden Flächen bezeichnet, die ständig oder zeitweise mit Wasser bedeckt sind, gleichgültig, ob das Wasser in natürlichen oder künstlichen Betten abfließt oder steht.
Damit ist eine Wasserfläche neben anderen Flächenarten wie z. B. Verkehrsflächen oder Siedlungsflächen Teil einer Gebietsfläche.
Im Landschaftsbau hat die Wasserfläche eine gestalterische Bedeutung.
Zu den Wasserflächen können je nach Gebietsbetrachtung Meere, Seen, Teiche, Flüsse und Kanäle gehören. Im Vermessungswesen Deutschlands werden Wasserflächen entsprechend ihrer Nutzungsart mit der dreistelligen Kennnummer 810 bis 890 klassifiziert. Die Abkürzung lautet WA mit egänzendem weiteren Buchstaben.
Die BRD besitzt laut amtlichen Angaben etwa 6.749 km2 Wasserfläche. Dies entspricht ca. 1,9 % der Gesamtfläche.